# Солнечное затмение 23 октября 2014 года
Солнечное затмение 23 октября 2014 года — частичное солнечное затмение 153 сароса. Максимальная фаза затмения 0,8114. Область видимости затмения попадает на приполярные широты северного полушария. Частные фазы затмения были видны в Канаде, США, Мексике, а также Камчатском крае и Чукотском АО в России.